# Stazione di Zenibako
La stazione di Zenibako (銭函駅?, Zenibako-eki) è una stazione ferroviaria di Otaru ed è gestita da JR Hokkaido. Dagli abitanti del vicinato viene chiamata familiarmente Zenieki.

## Linee

### Treni
JR Hokkaido
■ Linea principale Hakodate

### Binari
| 1 | ■ Linea Hakodate | Direzione Teine, Sapporo, Iwamizawa e Aeroporto di Shin-Chitose |
| 2 | ■ Linea Hakodate | Direzione Otaru e Kucchan                                       |

- Presso la biglietteria si possono acquistare biglietti normali, espressi e riservati per tutte le linee JR, ed è aperta dalle 5:30 alle 22:45